# Hiroszima
Hiroszima albo Hirosima (jap. 広島市 Hiroshima-shi) – miasto w Japonii i stolica prefektury Hiroszima, położona na wyspie Honsiu w regionie Chūgoku, nad zatoką Hiroshima.
Hiroszima i Kure tworzą zespół miejski liczący ok. 1,5 mln mieszkańców.

## Historia

### Miasto zamkowe
W dawnych czasach terytorium dzisiejszej prefektury Hiroszima było podzielone pomiędzy dwie prowincje: Bingo i Aki. Obszar ten był dogodnie położony. Łączył wysunięte na zachód części wyspy Honsiu, Morze Wewnętrzne, wyspę Sikoku i centrum powstającego państwa na wschodzie.
Region Aki od wieków miał m.in. znaczenie religijne. Był tu umiejscowiony, prawdopodobnie pochodzący z końca VI w. – niecytowany jednak w zapisach do 811 roku – słynny kompleks chramów shintō o nazwie Itsukushima. Kompleks sanktuarium rozrósł się w okresie Heian (794–1185) przy wsparciu arystokratycznego rodu Taira i z czasem stał się ważnym celem dla pielgrzymów, a współcześnie i turystów.
W 1589 roku potężny daimyō, Terumoto Mōri (1553–1625), rozpoczął budowę wielkiego zamku dla swojego klanu na wybrzeżu zatoki Hiroszima, w miejscu dogodnie położonym pod względem strategicznym i pozwalającym na uzyskiwanie znacznych korzyści z handlu. Wokół zamku powstało miasto Hiroszima, szybko zaludniające się samurajami, rzemieślnikami, kupcami i robotnikami. Terumoto przeniósł się do zamku, jeszcze przed jego ukończeniem, w 1593 roku.
Jedna z teorii mówi, że nazwa „Hiroszima” (hiro → szeroka, shima → wyspa) pochodzi od opisu największej z niskich, płaskich wysp w delcie rzeki Ōta, gdzie został zbudowany zamek.

### Okres Edo
Po porażce w bitwie pod Sekigaharą w 1600 roku Terumoto Mōri został usunięty z Hiroszimy przez zwycięskiego Ieyasu Tokugawę (1543–1616), który przydzielił te ziemie domenie Chōshū (268 lat później w trakcie restauracji Meiji wasale klanu Mōri w tej domenie, należąc do sojuszu procesarskich rebeliantów pozbawili ród Tokugawa władzy nad Japonią).
Ieyasu Tokugawa przydzielił domenę Hiroszimy Masanoriemu Fukushimie (1561–1624) w nagrodę za przymierze w bitwie pod Sekigaharą. Jednak już w 1619 roku następny siogun rodu, Hidetada Tokugawa (1579–1632), usunął Fukushimę za to, że dokonał nieautoryzowanych napraw zamku zniszczonego podczas powodzi i przekazał lenno innemu sprzymierzeńcowi, Nagaakirze Asano (1586–1632). Klan pełnił tam rolę podpory w systemie kontroli sioguna nad regionem południowo-zachodniego Honsiu do końca okresu Tokugawa.
Nagaakira i jego następcy rozbudowali miasto, poprawili infrastrukturę. Promowali projekty rekultywacji terenów w zatoce. Podobnie jak inne ważne miasta zamkowe Hiroszima stała się nowoczesnym miastem dynamicznego rozwoju gospodarczego i kulturalnego.

### Okres Meiji
W 1871 roku nowy rząd Meiji zlikwidował stary system feudalnych domen terytorialnych, a co za tym idzie, także ich władców (daimyō). Domeny Hiroszimy i sąsiedniej Fukuyamy stały się prefekturą Hiroszima, w ramach nowej kategorii jednostek administracyjnych.
Nagłe i głębokie zmiany polityczne, gospodarcze, społeczne, administracyjne doprowadziły do licznych buntów i powstań na terenie całego kraju. W nowej prefekturze Hiroshima, przywódcą walki przeciwko miejscowym urzędnikom był rolnik o imieniu Buichirō. Zamieszki zostały stłumione, a liderzy skazani na karę śmierci.
W 1889 roku, na mocy tego nowoczesnego systemu zarządzania, rząd w Tokio oficjalnie włączył do niego miasto Hiroszimę. Miało ono wówczas około 83 tys. mieszkańców.
Od końca XIX wieku Hiroszima stawała się ważnym ośrodkiem wczesnego rozwoju japońskiego kapitalizmu przemysłowego. Przyczyniła się do tego m.in. lokalizacja na skrzyżowaniu ośrodków przemysłowych Kiusiu, Morza Wewnętrznego i miast przemysłowych położonych na wschód. Wraz z budową portu Ujina miasto stało się węzłem komunikacyjnym, a przedłużenie linii kolejowej San’yō zapewniło połączenie z Kobe i Shimonoseki na wschodzie.

### II wojna światowa

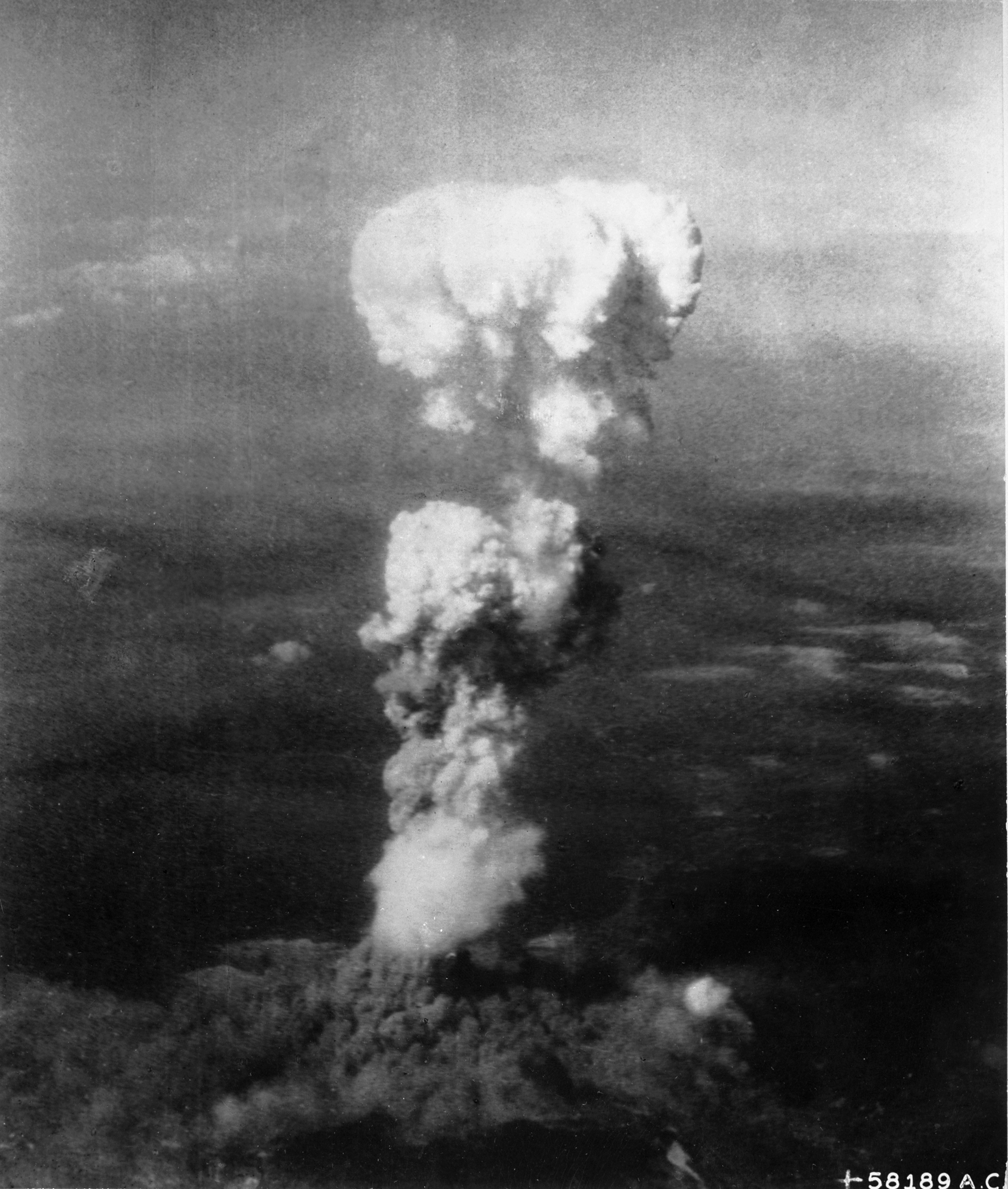
Grzyb atomowy po wybuchu bomby atomowej nad Hiroszimą w dniu 6 sierpnia 1945 roku

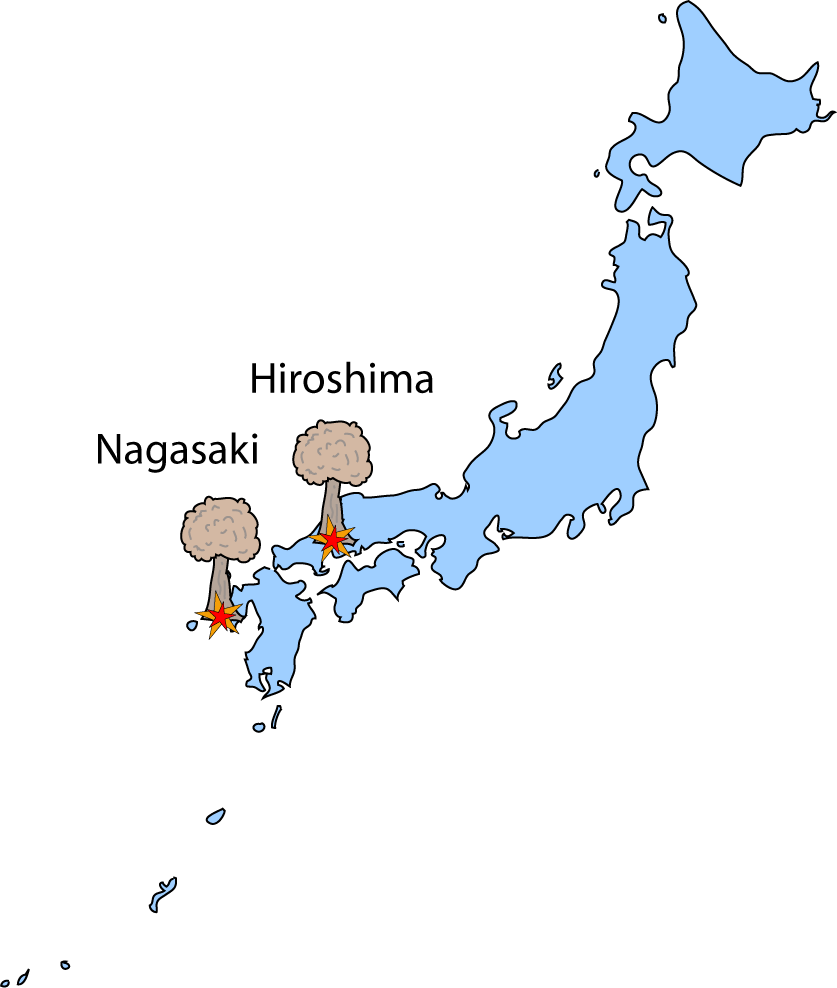
Hiroszima i Nagasaki – dwa miasta, na które zostały zrzucone bomby atomowe

W dniu 6 sierpnia 1945 roku startująca z wyspy Tinian superforteca B-29 Enola Gay lotnictwa Stanów Zjednoczonych, zrzuciła na miasto 4-tonową uranową bombę atomową Little Boy.
W chwili ataku w Hiroszimie przebywało ok. 370 tys. ludzi: stałych mieszkańców, osób dojeżdżających do pracy z okolicznych przedmieść, personelu wojskowego (40-tysięczny garnizon wojskowy), koreańskich robotników przymusowych. Bombę zrzucono na centrum miasta (celem był most Aioi – charakterystyczny punkt w mieście, ułatwiający załodze bombowca namiar). Eksplozja o sile około 15 kiloton trotylu, temperaturze 300 000 °C i natężeniu 248 dB nastąpiła o godzinie 8:16:02 na wysokości 580 m, zabijając natychmiast 78 100 mieszkańców i ciężko raniąc 37 424. Za zaginione uznano 13 983 osoby. W wyniku choroby popromiennej w następnych miesiącach i latach tysiące ludzi umierają nadal. Badania nad długoterminowymi, wielopokoleniowymi konsekwencjami są nadal prowadzone wśród ocalałych i ich potomstwa. Takie osoby nazywane są często japońskim słowem hibakusha.
Miasto należało do nielicznych (w tym Kokura i Nagasaki), wybranych jako cele (spośród znacznie dłuższej listy) ze względu na różne czynniki, w tym ukształtowanie terenu. Niecka tworzona przez wzgórza otaczające miasto, z wyjątkiem strony portowej, miała sprzyjać osiągnięciu maksymalnego efektu destrukcyjnego. Ponadto, Hiroszima była miastem, w którym stacjonowało wiele oddziałów wojskowych, mieściła się tam też stocznia Mitsubishi.
Był to pierwszy w historii atak z użyciem broni nuklearnej. Drugi miał miejsce trzy dni później na Nagasaki.

### Powojenna historia
Z inicjatywy pierwszego burmistrza wybranego w wyborach powszechnych, Shinzō Hamai (1905–1968), miasto zostało ogłoszone w 1949 roku przez japoński parlament Miastem Pokoju. To on stworzył ramy dla powojennej Hiroszimy, utrzymując, że bomba atomowa może doprowadzić do eksterminacji rasy ludzkiej. Forsował stworzenie Parku Pokoju. Dzięki temu Hiroszima została zauważona na forum międzynarodowym jako pożądane miejsce międzynarodowych konferencji poświęconych pokojowi i zagadnieniom społecznym. W 1998 roku utworzono Hiroshima Peace Institute (Hiroshima Heiwa Kenkyūjo) przy Hiroshima City University (Hiroshima Shiritsu Daigaku).
W 1994 roku Hiroszima była gospodarzem XII Igrzysk Azjatyckich.
Podczas gdy w latach 80. XX wieku wiele japońskich miast rezygnowało z sieci tramwajowych z powodu zużywania się infrastruktury tramwajowej, Hiroszima postanowiła zachować ją, ze względu na to, że położenie miasta w delcie rzeki spowodowałoby wysokie koszty budowy metra. Już w latach 60. XX wieku firma Hiroshima Dentetsu (Hiroshima Electric Railway; w skrócie Hiroden) kupowała dodatkowe tramwaje w innych miastach kraju. Z biegiem lat stare wagony wymieniano na nowe, ale dwa z nich o numerach 651 i 652, które przetrwały wybuch atomowy, są nadal używane. Stąd też niektórzy nazywają sieć tramwajową miasta „ruchomym muzeum”.
W Hiroszimie każdego roku obchodzi się rocznicę zrzucenia bomby na miasto. W trakcie uroczystości czci się pamięć ofiar, puszcza tysiące kolorowych lampionów wraz z nurtem rzeki oraz propaguje ideę rozbrojenia nuklearnego. Uczestniczą w nich pacyfiści z całego świata.

## Dzielnice miasta

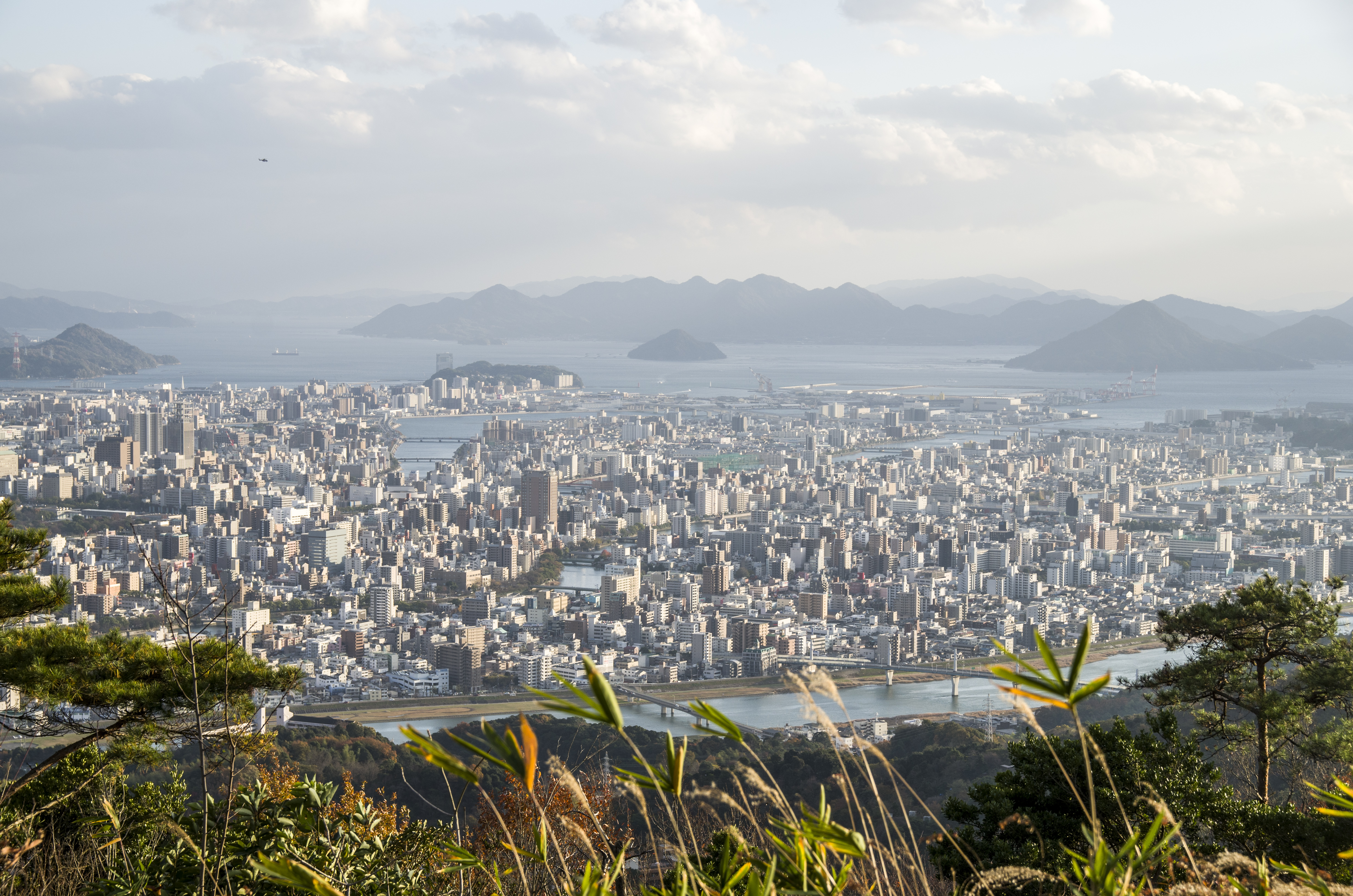
Panorama miasta

Hiroszima podzielona jest na 8 dzielnic (区 – ku):
| Dzielnica                             | Populacja | Powierzchnia (km²) | Gęstość zaludnienia (na km²) |
| ------------------------------------- | --------- | ------------------ | ---------------------------- |
| Aki-ku                                | 78 176    | 94,01              | 832                          |
| Asakita-ku                            | 156 368   | 353,35             | 443                          |
| Asaminami-ku                          | 220 351   | 117,19             | 1880                         |
| Higashi-ku                            | 122 045   | 39,38              | 3099                         |
| Minami-ku                             | 138 138   | 26,09              | 5295                         |
| Naka-ku                               | 125 208   | 15,34              | 8162                         |
| Nishi-ku                              | 184 881   | 35,67              | 5183                         |
| Saeki-ku                              | 135 789   | 223,98             | 606                          |
| Dane populacji z 31 października 2006 |           |                    |                              |

## Gospodarka

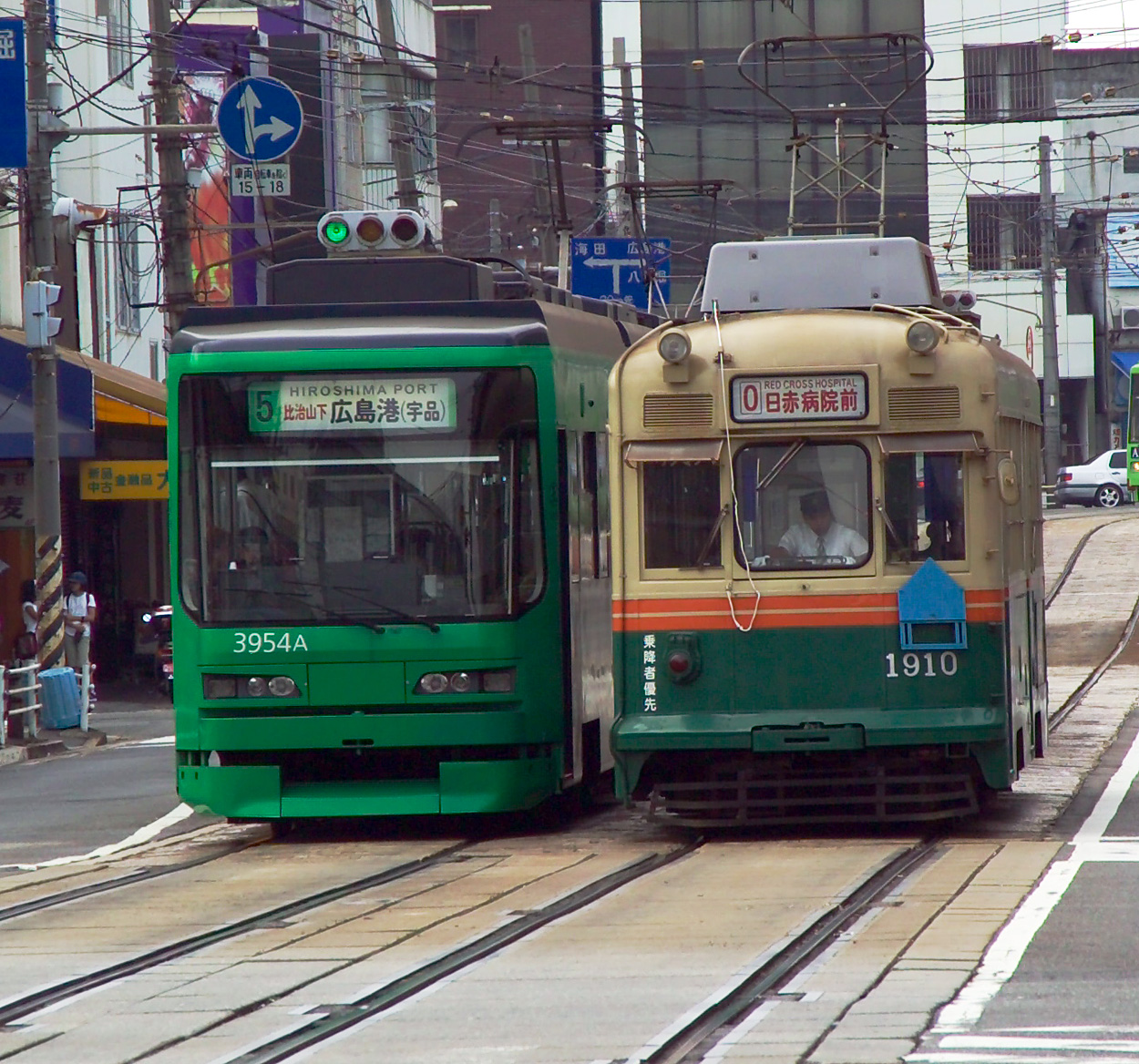
Nowy i stary model tramwaju

W mieście rozwinął się przemysł maszynowy, stoczniowy, gumowy, chemiczny, samochodowy, drzewny, papierniczy oraz spożywczy.

## Oświata

### Uczelnie
- Uniwersytet Hiroszimy – państwowa uczelnia założona w 1949 roku[13].

## Turystyka
- Muzeum Pokoju w Hiroszimie
- Zamek Hiroshima
- Pomnik Pokoju w Hiroszimie
- Shukkei-en
- Hiroshima Museum of Art
- Katedra Światowego Pokoju w Hiroszimie

## Współpraca
Miejscowości partnerskie:
- Chongqing, Chiny
- Daegu, Korea Południowa
- Hanower, Niemcy
- Honolulu, Stany Zjednoczone
- Ieper, Belgia
- Montréal, Kanada
- Nagasaki, Japonia
- Wołgograd, Rosja

## Galeria

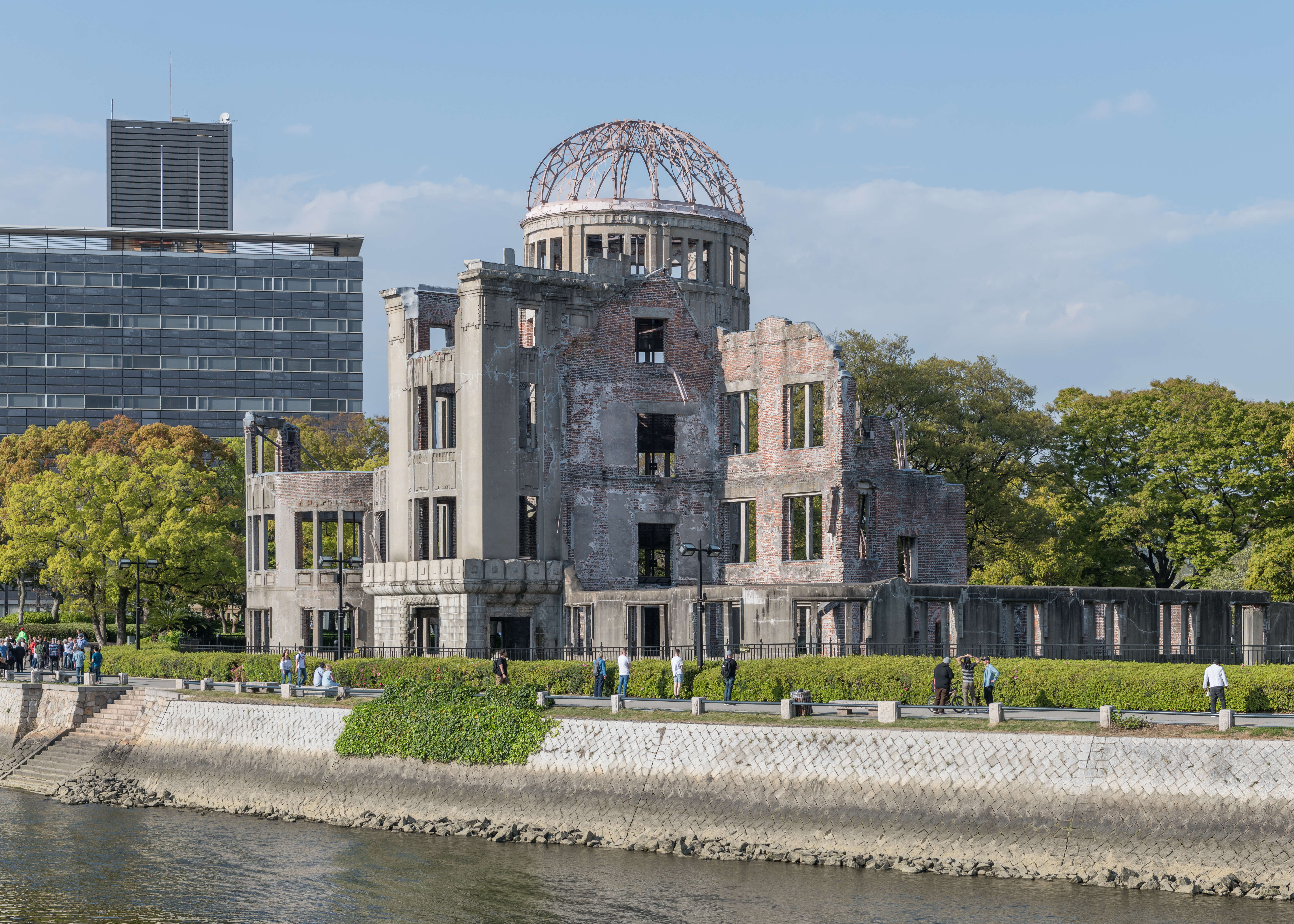
Pomnik Pokoju
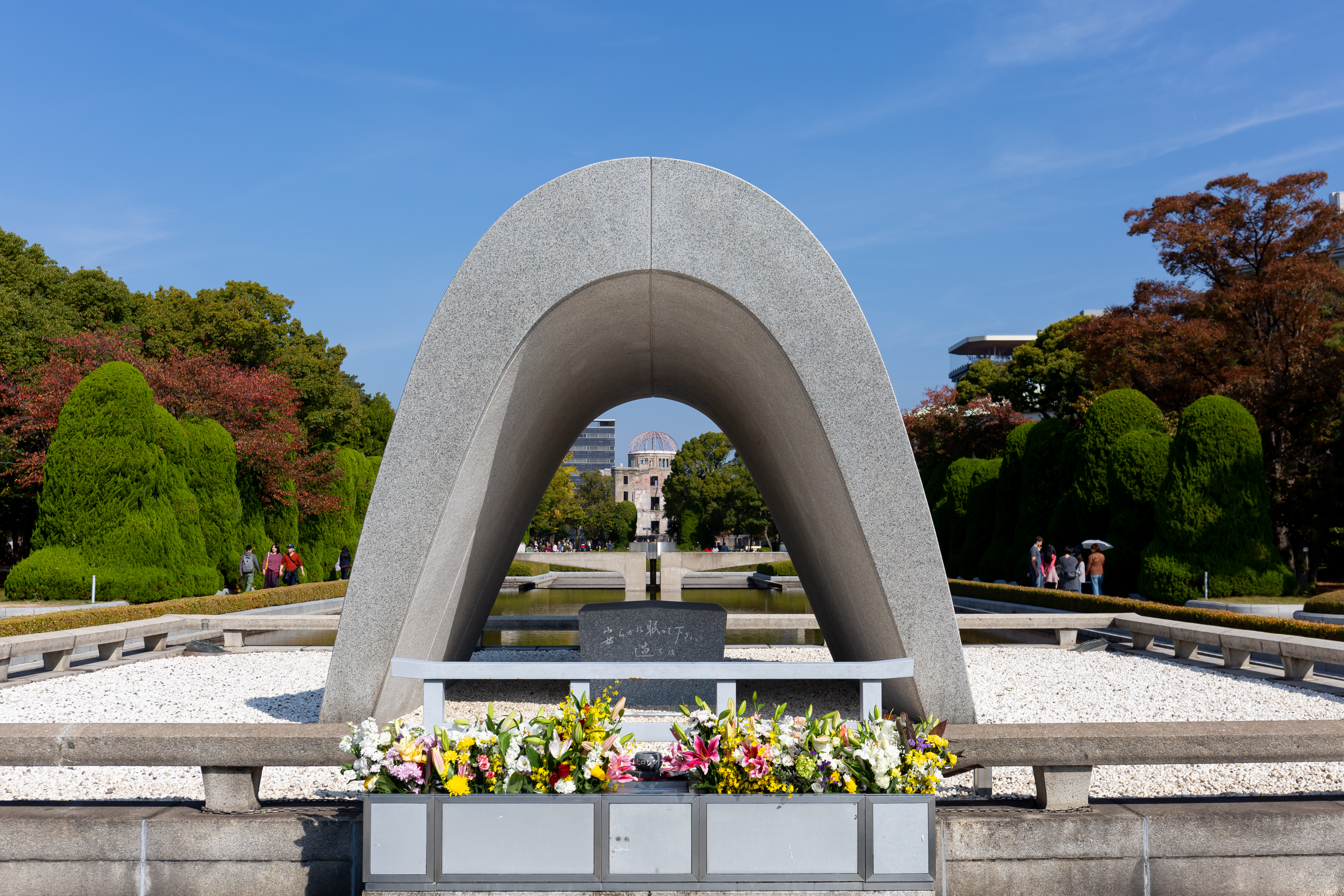
Cenotaf i Park Pokoju
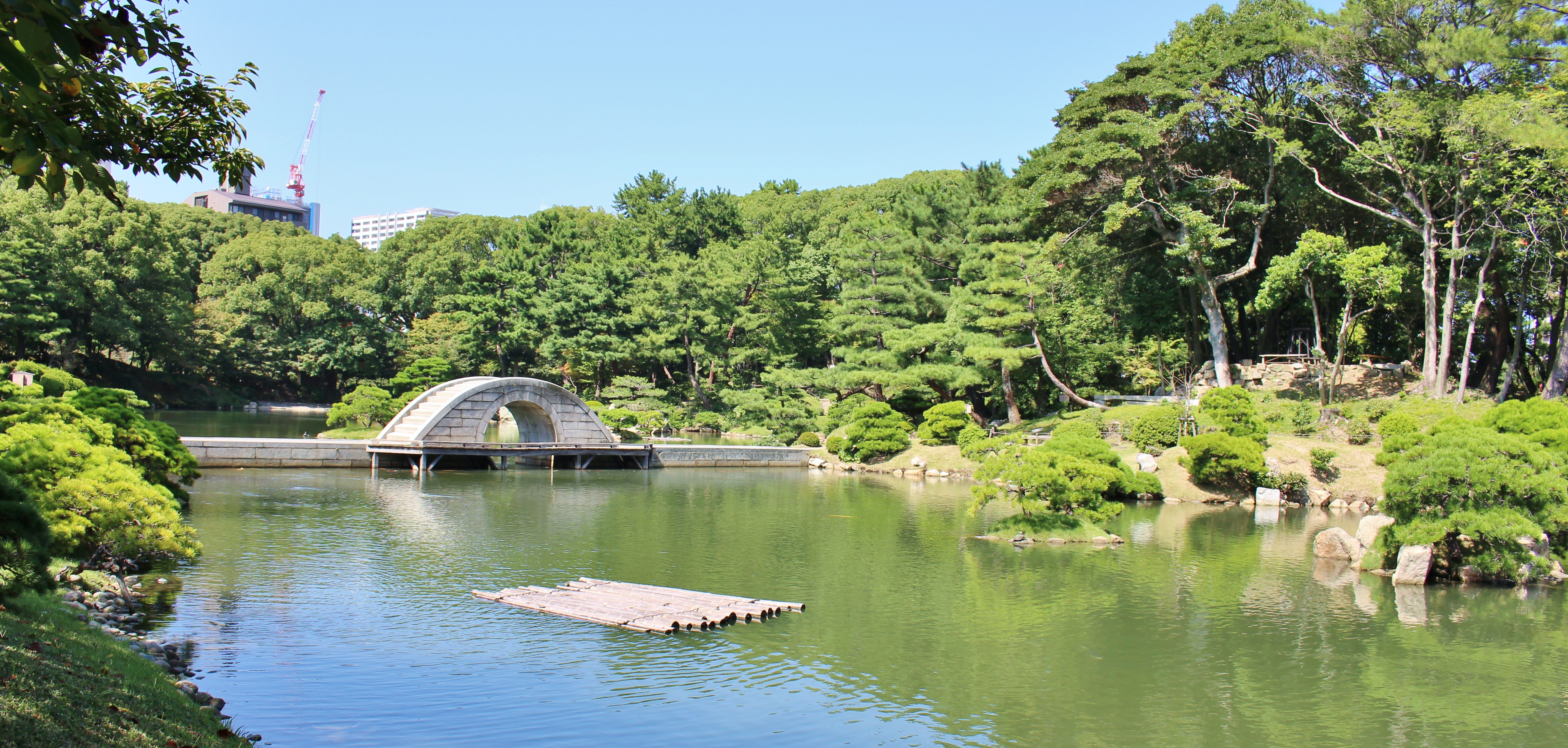
Park Shukkei-en
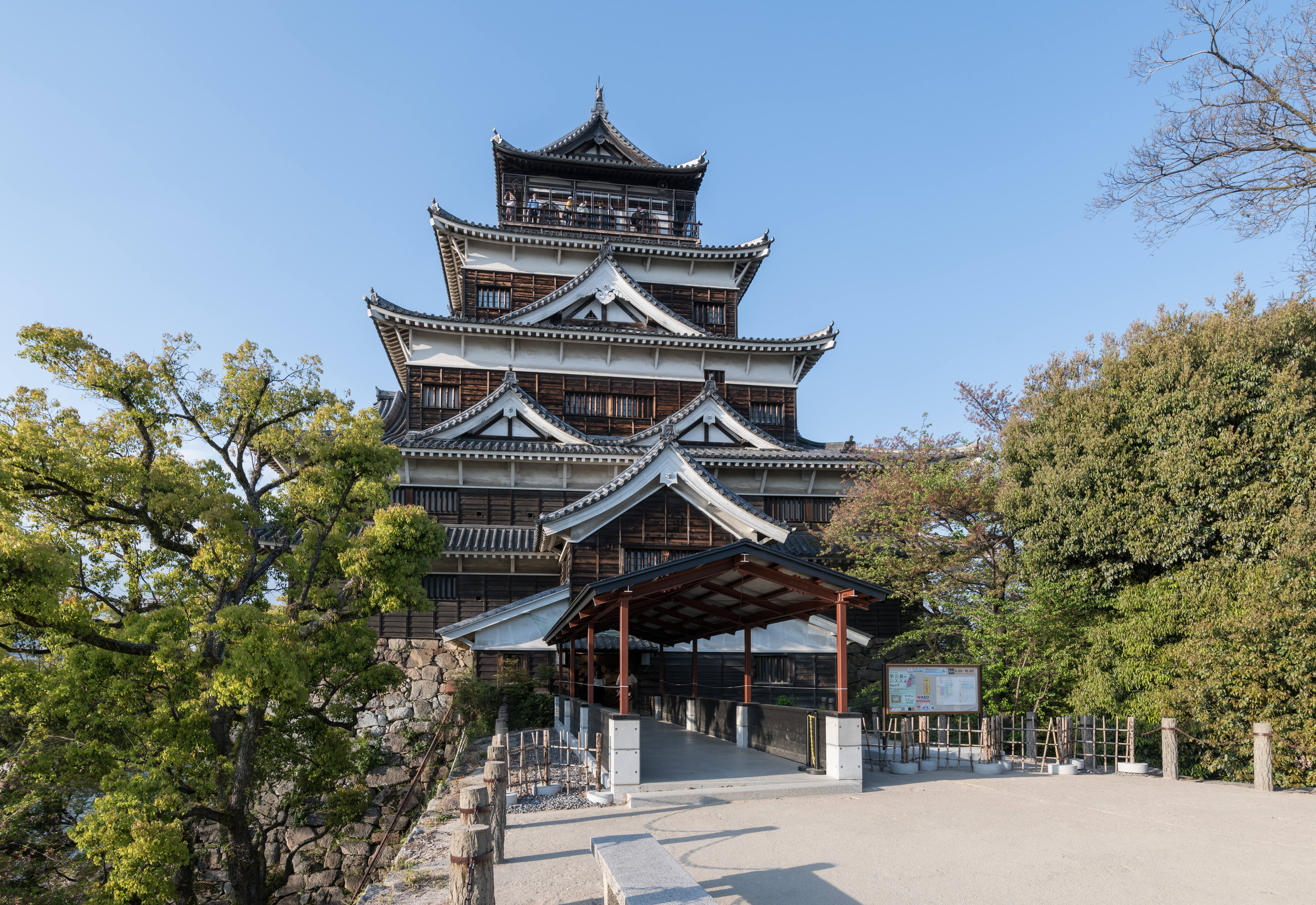
Zamek Hiroshima
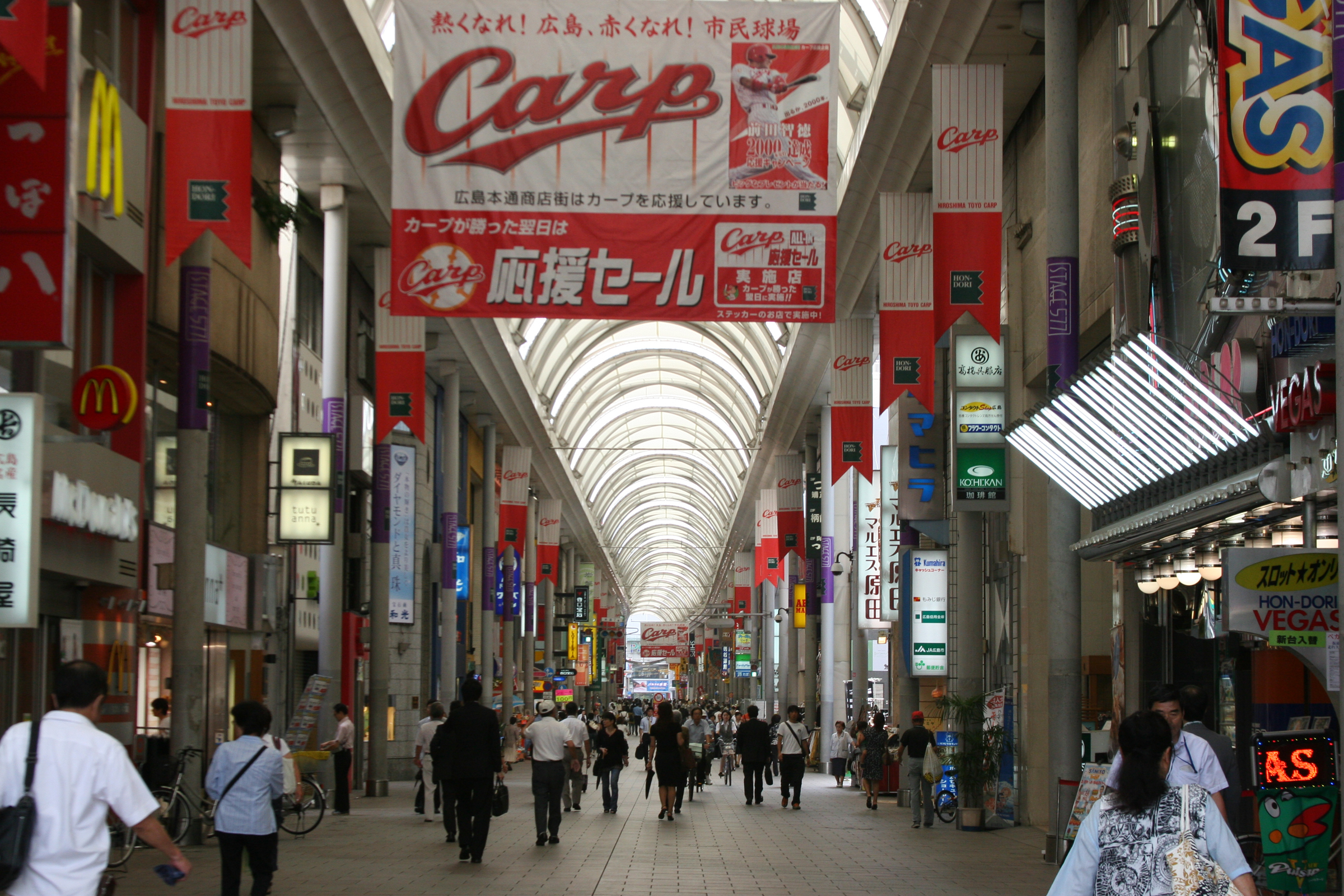
Ulica handlowa Hon-dōri
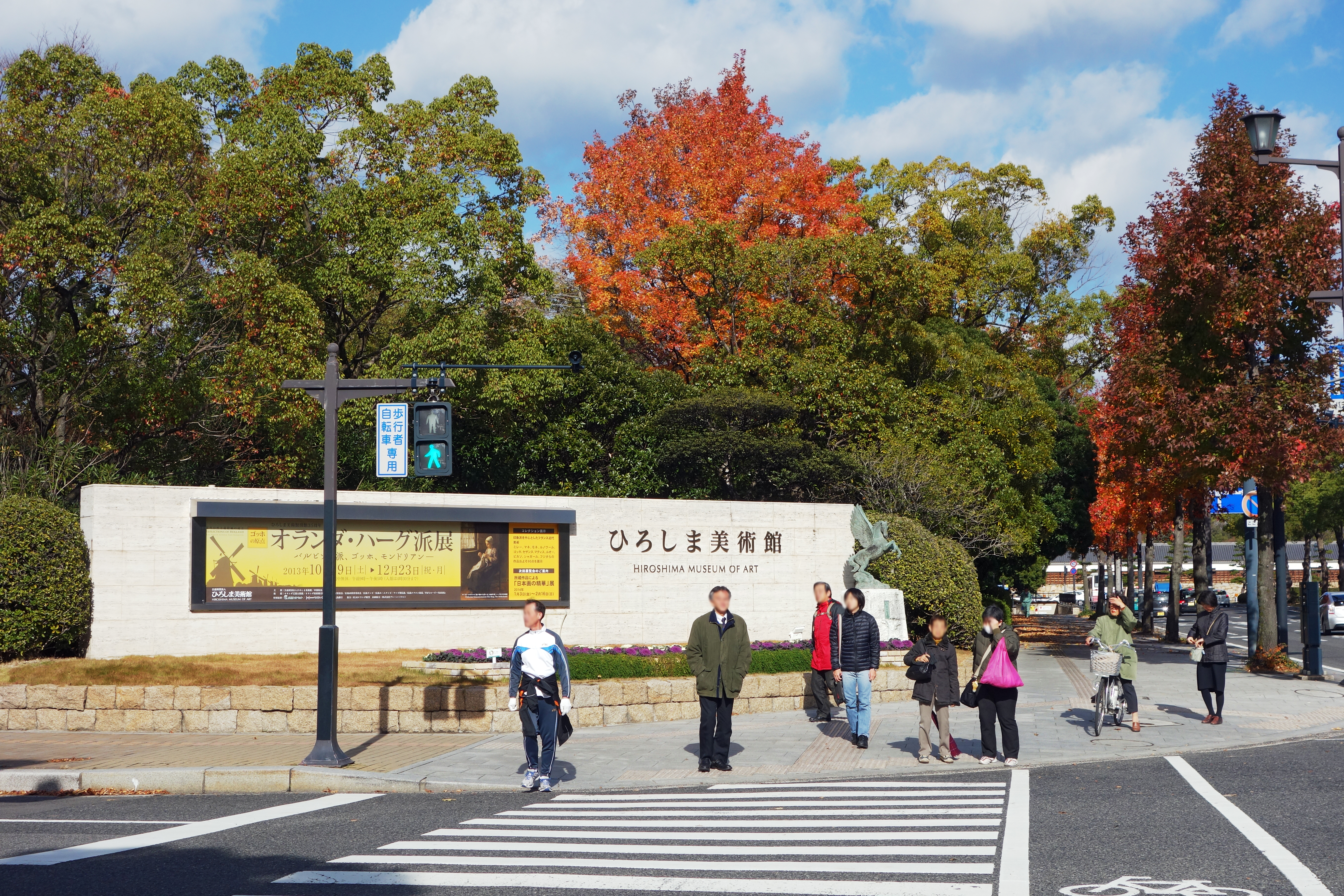
Hiroshima Museum of Art
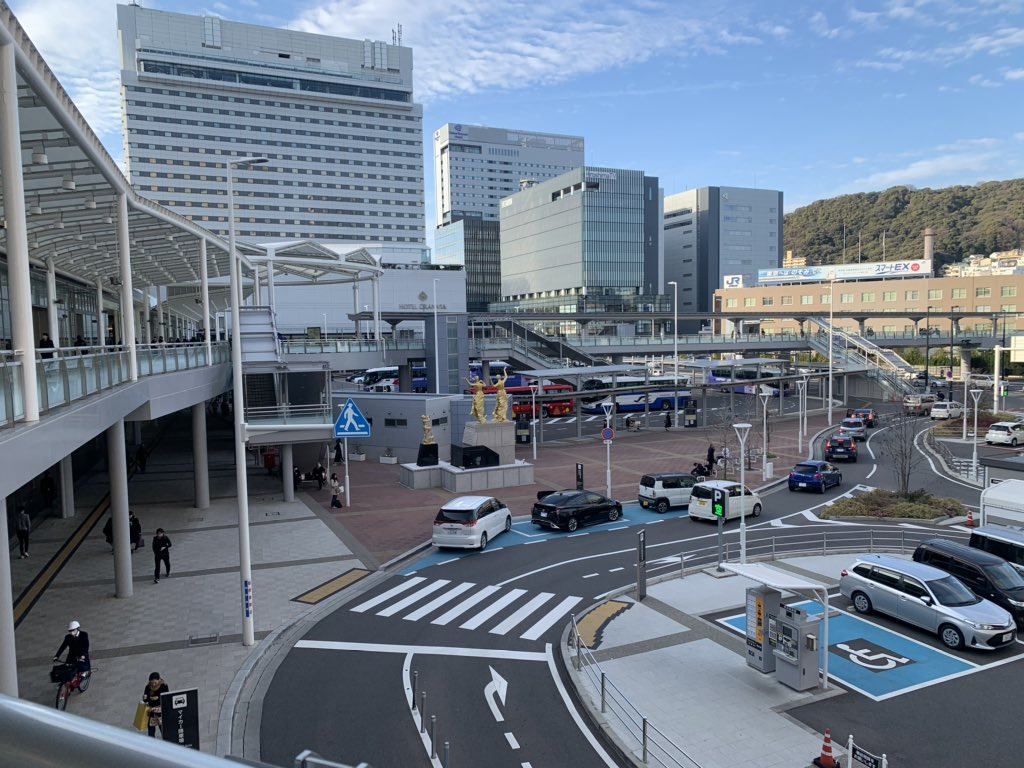
Stacja kolejowa